# Song Zhezong
Song Zhezong (宋哲宗), född 1077, död 1100, var den sjunde kejsaren under den kinesiska Songdynastin (960-1279) och regerade 1085–1100. Hans personliga namn var Zhao Xu (赵煦). Kejsar Zhezong tillträdde som nioåring efter att hans far, kejsar Shenzong, avlidit 1085.
Så länge Zhezong var barn styrdes landet av kejsare Shenzongs änka, änkekejsarinnan Gao. Gao ledde en grupp som försökte stoppa de nya reformer som kejsare Shenzong tillsammans med Wang Anahi infört. När änkekejsarinnan avlidit åtta år efter att kejsare Zhezong tillträtt tronen var kejsaren stark nog att ta kontroll över riket och försvara sin fars reformer. Zhezong avled år 1100 och efterträddes av sin bror, kejsare Huizong. Kejsare Zhezong begravdes liksom de flesta kejsare under Norra Song i Gongyi i Henan.